# Die Fahrt nach Bamsdorf
Die Fahrt nach Bamsdorf (Alternativtitel: Die Reise nach Bamsdorf) ist ein deutscher Kinderfilm der DEFA von Konrad Petzold aus dem Jahr 1956.

## Handlung
Der zehnjährige Toni ist ein sehr schusseliges Kind. Er reinigt das Aquarium und lässt das Wasser ab, vergisst es aber irgendwann und die Küche ist überschwemmt und die Fische liegen auf dem Trockenen. Gleichzeitig hat er Milch aufgesetzt und sie auf dem Herd vergessen. Als die Mutter mit ihrer kleinen Tochter Rita nach Hause kommt, sieht sie das Wasser auf Boden und Teppich und die überkochende Milch auf dem Herd und hat genug: Sie verbietet Toni die Ferienreise nach Bamsdorf zur Oma. Erst auf Ritas Bitten und Tonis Versprechen hin, nie wieder schusselig zu sein, lässt sie beide Kinder auf die Reise gehen.
Auf dem Weg zum Bahnhof lässt sich Toni von Spielkameraden ablenken, die ein Rollerwettfahren veranstalten. Fast verpassen beide Kinder daher den Zug. In der Eile steigen sie jedoch in den Zug in die Gegenrichtung ein und fahren eine Station falsch, bevor sie aussteigen. Da Toni sich nur an die Anweisung der Mutter erinnert, nach acht Stationen in Bamsdorf auszusteigen, verlässt er den richtigen Zug nun eine Station zu früh – Rita sitzt noch im Zug, als ihm sein Fehler bewusst wird, doch fährt der Zug die letzte Station nach Bamsdorf ohne ihn los. Ein Hütejunge führt Toni zum nächsten Telefon, damit er den Bahnhof in Bamsdorf anrufen und die Leute bitten kann, seine Schwester im Empfang zu nehmen. Rita jedoch ist bereits bei einem kurzen Halt auf offener Strecke aus dem Zug ausgestiegen. Unterwegs verliert sie verschiedene Dinge, darunter ihr Taschentuch und ihre kleine Tasche. Toni findet alles wieder und wird so auf ihre Spur gebracht, muss jedoch zwischendurch unter anderem Kühen auf einer Weide entkommen und einen steilen Hang erklettern. Beide Kinder treffen schließlich an einem See wieder aufeinander und fallen sich in die Arme. Toni verspricht, sich zu bessern. Gemeinsam wandern sie die letzte Strecke nach Bamsdorf zu den Großeltern.

## Produktion
Die Fahrt nach Bamsdorf entstand 1956 und erlebte am 22. Dezember 1956 seine Uraufführung. Am 29. Juli 1982 wurde er auf DFF 1 erstmals separat im Fernsehen gezeigt. Zuvor war er jedoch bereits im Rahmen der Flimmerstunde im Fernsehen gelaufen. Auf den Internationalen Filmfestspielen Berlin 1982 lief der Film im Rahmen des Kinderfilmfests.
Die Fahrt nach Bamsdorf war das Regiedebüt von Konrad Petzold und gleichzeitig seine Abschlussarbeit im Rahmen des Regiestudiums. Obwohl nur 39 Minuten lang, lief der Film in den Kinos der DDR. Er wurde ein so großer Erfolg, dass 1958 die Fortsetzung Abenteuer in Bamsdorf in die Kinos kam. Ebenfalls populär wurde das Lied Es wollen zwei auf Reisen gehn von Erika Engel und Heinz-Friedel Heddenhausen, das den Film musikalisch untermalt und zu einem bekannten DDR-Kinderlied wurde.

## Kritik
Die zeitgenössische Kritik lobte, dass Kamera, Drehbuch und Regie „bewußt auf das kindliche Fassungsvermögen eingestellt“ sind. Kritisiert wurde hingegen, dass Großaufnahmen und damit verbundene optische Ausdrucksmittel zu zaghaft angewandt wurden.
Alexander Abusch, Staatssekretär und 1. Stellvertreter des Ministers für Kultur, kritisierte den Film auf der 2. Filmkonferenz im Juli 1958 als zu idyllisch; zudem wurde Petzold vorgehalten, die Pionierorganisation im Film vollständig auszuklammern.
Das Lexikon des internationalen Films nannte Die Fahrt nach Bamsdorf „schlichte, vergnügliche Unterhaltung für Kinder.“